# Manejo de la higiene menstrual
El manejo de la higiene menstrual (MHM), llamado también gestión menstrual o salud e higiene menstrual (SHM), se refiere al conjunto de prácticas y elementos necesarios para el correcto manejo de la menstruación. Esto incluye servicios de agua, saneamiento e higiene (ASH), productos de higiene, un lugar privado donde cambiarlos y/o lavarlos, instalaciones adecuadas para desecharlos y acceso a información suficiente sobre el ciclo menstrual y el manejo saludable de la menstruación. El término se definió por primera vez en 2005 en un encuentro organizado por Unicef en Reino Unido y ganó terreno a partir de los años 2010.
Como política de sanidad, forma parte de programas sobre agua, saneamiento e higiene (ASH) y abarca a su vez temas vinculados a la igualdad de género, el bienestar, derechos de la mujer y la educación. El manejo de la higiene menstrual (MHM) aborda también las diferentes creencias y tabúes menstruales que difundan connotaciones negativas sobre el sangrado, que puedan a su vez internalizar estigmas, la vergüenza menstrual y promover la violación de los derechos humanos a la dignidad, integridad corporal, no discriminación, salud, igualdad, privacidad y a una vida sin sufrir conductas degradantes o violentas.

## Historia y terminología
Se estima que el término manejo de la higiene menstrual (menstrual hygiene management y su sigla MHM en inglés) fue acuñado en 2005 en un encuentro organizado por Unicef en Oxford, Reino Unido. En 2012 la Organización de las Naciones Unidas (ONU) y el Fondo de las Naciones Unidas para la Infancia (UNICEF) lo integraron en su programa de monitoreo conjunto como parte de las iniciativas de apoyo global para impulsar los Objetivos de Desarrollo Sostenible. En esta primera instancia, el MHM se pensó como una política destinada a aplicarse en escuelas e instalaciones sanitarias, y lo definieron por primera vez como:
El proceso donde mujeres y adolescentes usan un material de gestión menstrual limpio para absorber o recolectar sangre, que pueda ser cambiado en privacidad con la frecuencia necesaria para la duración de su periodo menstrual, usando jabón y agua para lavar el cuerpo como es necesario, y teniendo acceso a instalaciones para descartar los materiales de gestión menstrual utilizados.
Algunos activistas que difunden el MHM lo consideran un estado de bienestar físico, mental y social, más allá de la ausencia de enfermedades o dolencias relacionadas con el ciclo menstrual.
El término salud menstrual engloba las prácticas de higiene menstrual y factores sistémicos que relacionan la menstruación con la salud, el bienestar emocional, género, educación, equidad, empoderamiento, y derechos humanos (en particular el derecho humano a agua y saneamiento). Por lo que desde 2019 la UNICEF decidió utilizar el término salud e higiene menstrual (SHM) (menstrual health and hygiene - MHH). Éstos factores sistémicos incluyen conocimiento preciso y oportuno, así como materiales accesibles y seguros, acceso a profesionales y servicios de la salud, instalaciones de limpieza, normas sociales positivas, formas de desecho seguras e higiénicas y políticas públicas adecuadas.

## Salud e higiene
El enfoque dominante del MHM es la salud, por lo que a menudo se aborda desde programas destinados al agua, saneamiento e higiene (ASH). La higiene menstrual deficiente puede generar cuadros de infecciones, capaces de comprometer la salud de la persona.
En India el 70% de las enfermedades del tracto reproductivo femenino están relacionadas con las prácticas insalubres de higiene menstrual. Reutilizar paños menstruales sucios en lugar de toallas de tela o paños limpios incrementa las posibilidades de padecer cáncer de cuello de útero. En Mali se observó una situación similar con paños de confección casera, donde la pobre higiene aumenta el riesgo de esta enfermedad por infecciones recurrentes del virus del papiloma humano (VPH).
En casos de mutilación genital femenina, especialmente infibulación, la abertura vaginal construida puede ser demasiado pequeña para permitir el paso de los fluidos, lo que genera que se acumulen tejidos coagulados en el interior del cuerpo. Esta situación eleva el riesgo de infección y genera menstruaciones prolongadas y dolorosas con presencia de olores.

### Productos de higiene

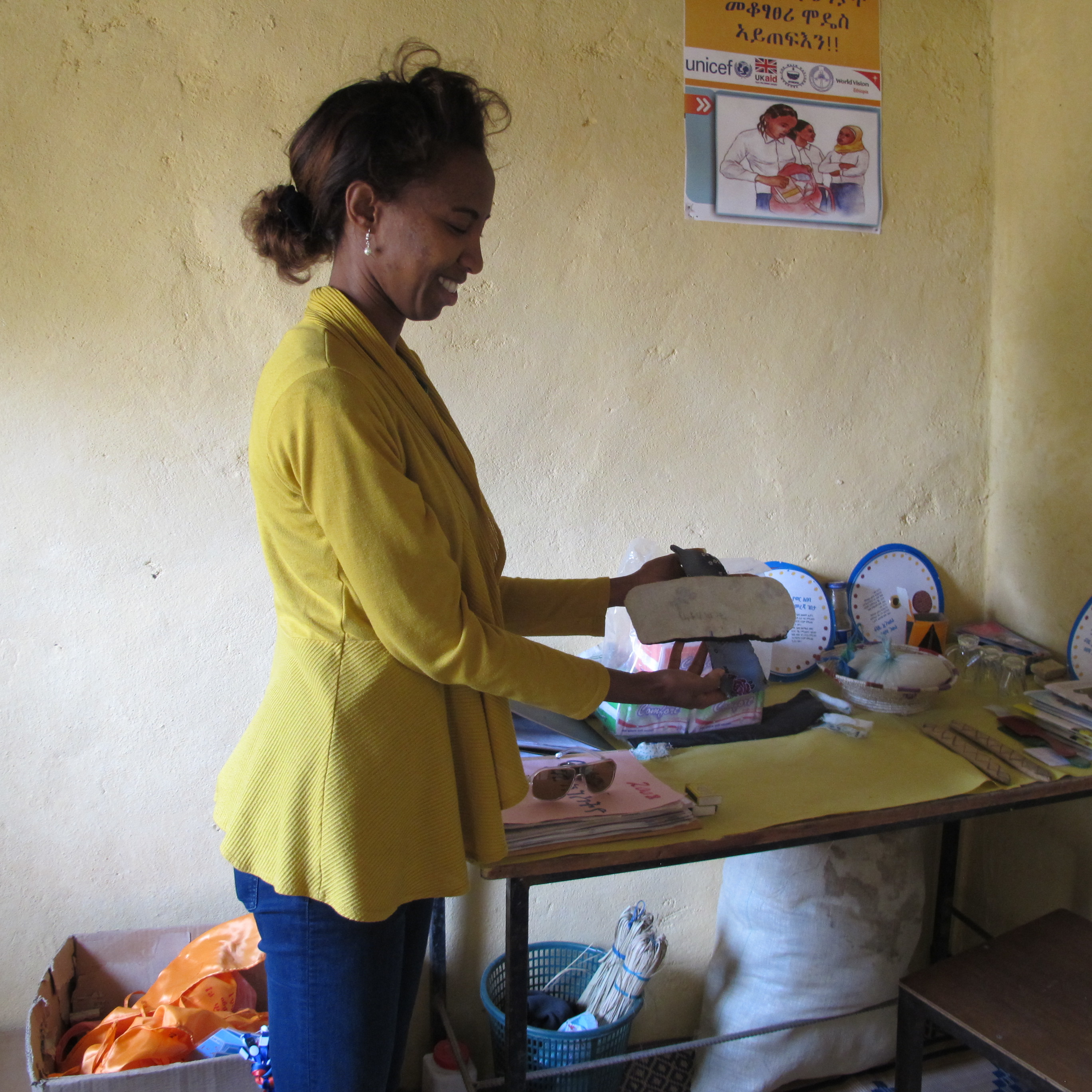
Salón de una escuela de Etiopía donde se enseña a las alumnas a confeccionar sus propias toallas sanitarias de tela, una iniciativa para reducir el abandono escolar. (REACH Programme)

Los productos de higiene menstrual son el insumo destinado a la contención o recolección del sangrado. Su elección dependerá de una serie de factores como la aceptabilidad y creencias culturales, nivel de educación o conocimiento, preferencias personales, acceso a agua, recursos económicos y disponibilidad. Las más ampliamente utilizadas son las toallas sanitarias desechables. En algunas regiones su precio es prohibitivo para una porción de la población. Las copas menstruales y toallas sanitarias de tela son opciones reutilizables.

## Retos
El manejo de la higiene menstrual puede representar un reto para las niñas y mujeres en países en desarrollo, donde el acceso a agua e instalaciones adecuadas es carente o inadecuado. Además existen tradiciones culturales que dificultan las discusiones abiertas sobre la menstruación. Esto limita a las niñas y adolescentes a acceder a información importante y relevante sobre las funciones normales de su cuerpo. Lo anterior, afecta directamente su salud, educación y dignidad.
En 2018 la Organización Mundial de la Salud reportó que de los 3.73 mil millones de mujeres en el mundo, cerca de 52% (1.9 mil millones) se encuentra en edad reproductiva es decir, menstruando. Las mujeres en un algún punto de su vida pasarán por una edad reproductiva, y por lo tanto menstruarán. Se estima que diariamente 300 millones de mujeres se encuentran menstruando. En promedio una mujer pasará cerca de 3,500 días menstruando a lo largo de su vida.

### Tabúes y creencias

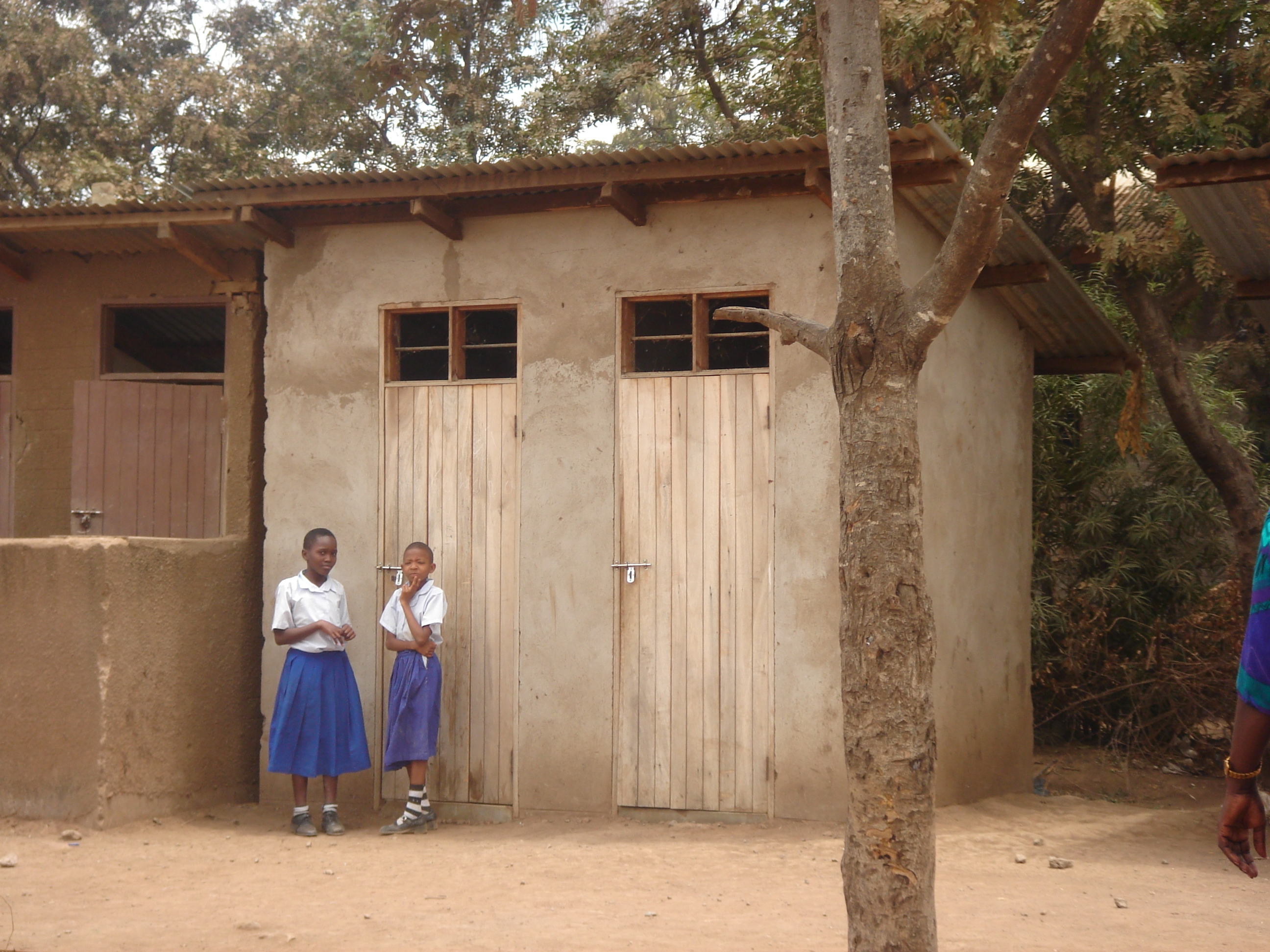
La ausencia de cuartos de baño separados desalienta la asistencia a clase de las niñas una vez que deben empezar a gestionar su menstruación. Imagen alumnas de Tanzania ante los baños para mujeres.

El MHM está condicionado por factores sociales y culturales. Distintos autores han notado la ausencia de estas perspectivas a hora de diagramar políticas de intervención, con programas enfocándose en servicios de ASH.
Creencias religiosas, culturales, y tradiciones, especialmente en países en desarrollo pueden ocasionar que las niñas y mujeres enfrenten restricciones durante su periodo. En algunas sociedades las mujeres no se bañan o lavan sus cuerpos durante la menstruación. Incluso podría prohibírseles el uso de agua durante su periodo menstrual. Incluso si tienen acceso a baños, algunas mujeres optan por no utilizarlos por medio a mancharlos; particularmente en el caso de baños secos o aquellos donde el enjuague no es fuerte. Esto perjudica el uso de copas menstruales ya que deben vaciarse en el inodoro, a diferencia de las toallas sanitarias.
Expandir la discusión para incluir políticas de manejo de desechos es parte del intento de normalizar la conversación acerca de la menstruación.

### Impacto ambiental
Una encuesta de 2019 en Reino Unido, encontró que la población en general no conoce el impacto ambiental de los productos desechables de gestión menstrual, particularmente el nivel de plástico que contienen. Los factores que inciden son la presencia de tabúes menstruales que impiden discutir abiertamente el tema, educación insuficiente, etiquetado deficiente y la ausencia de investigaciones sobre el impacto individual de cada tipo de insumo. El final del ciclo de vida útil de los productos reutilizables como ropa interior menstrual, toallas de tela o copas menstruales no se ha estudiado en profundidad y existe poca información al respecto.

#### Gestión de residuos
El MHM también debe contemplar la gestión de sus residuos. De no existir instalaciones adecuadas, los productos ya utilizados pueden descartarse en lugares como ríos, basurales o sitios comunes para la defecación, lo que provoca problemas de saneamiento e incrementa los riesgos biológicos. Esto ocurre particularmente en países en vías de desarrollo. En los lugares con ausencia de papeleras en los baños, las personas pueden cohibirse de cambiar su absorbente y, como consecuencia, optan por portarlo más cantidad de horas de las recomendadas por seguridad.
El desecho inadecuado de restos de tampones y toallas en el inodoro es la primera causa de obstrucción de las cañerías a nivel doméstico, y supone un gasto adicional para el mantenimiento del alcantarillado urbano. Por un lado, este comportamiento se debe a que el desecho mediante el inodoro se percibe más «higiénico», a la vez que más discreto, que utilizar un cesto de basura. Por otro, ideas relacionadas con la vergüenza menstrual motivarían que se deshagan del producto de esta manera al utilizar espacio públicos, ocultando los residuos para no ser vistos. Para contrarrestar esta situación se han propuestos campañas de educación y políticas que verifiquen que las instrucciones de uso de los envases no sean ambiguas o poco claras.

## Poblaciones

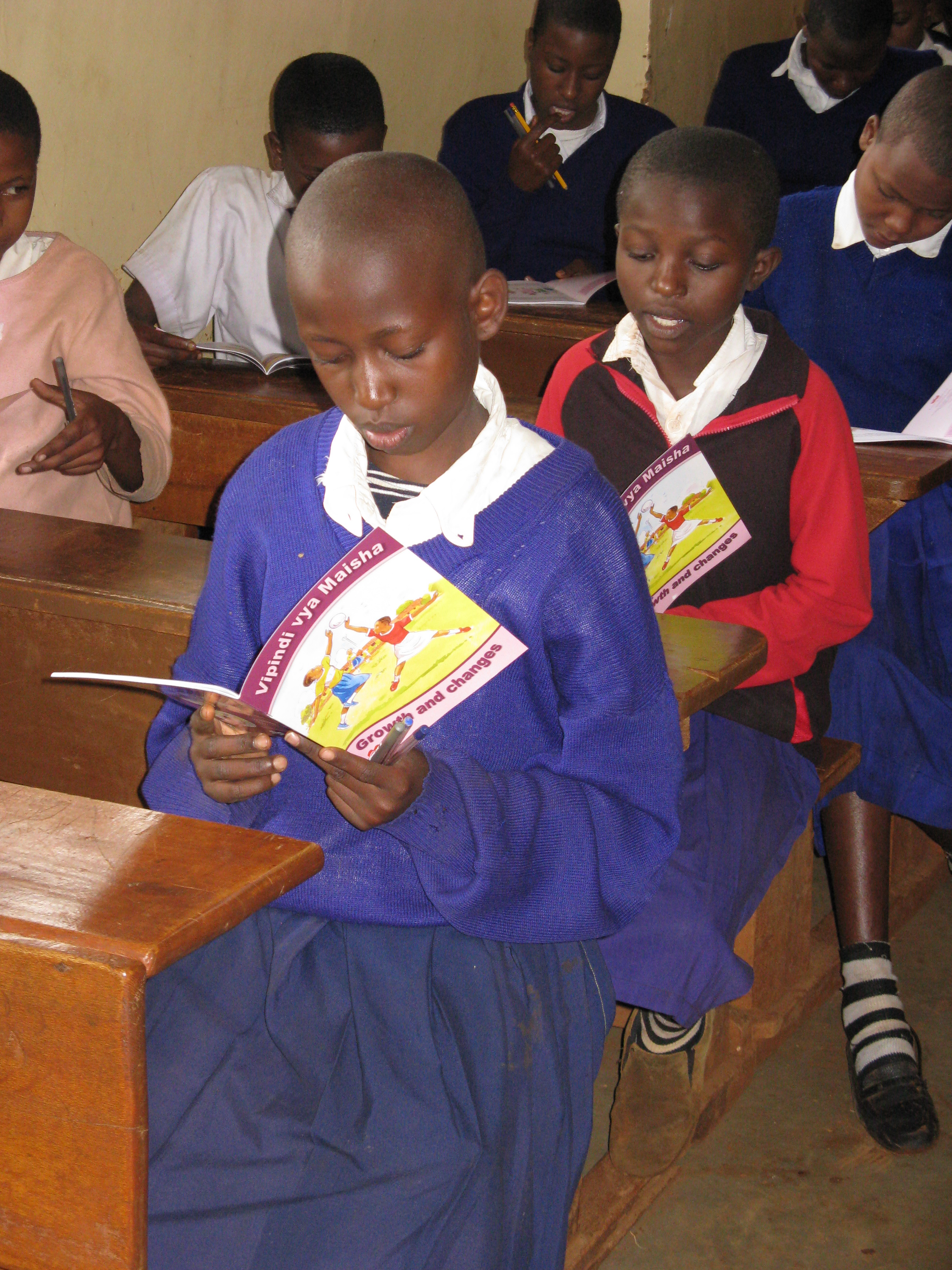
Alumnos de Tanzania leyendo un libro sobre pubertad y menstruación.

### Pubertad
Con la menarquia inicia la gestión menstrual en niñas y adolescentes quienes se encuentran transitando los niveles de educación primaria y secundaria. Las instituciones cumplen un rol desde el abordaje de contenidos sobre pubertad en programas de educación sexual y reproductiva con el objetivo de promover la salud desde los salones de clase. La preparación de los docentes en la temática es uno de los aspectos principales. Su desempeño se encuentra ligado a su vez al contexto cultural, religioso, las normas sociales y las actitudes personales hacia la sexualidad en la juventud. La falta de entrenamiento específico para abordar esta clase de contenidos puede provocar dudas o incomodidad a la hora de impartir clases sobre MHM y salud sexual. Otros desafíos son el temor a las reacciones de los padres y la dificultad para delimitar los contenidos según la madurez y comodidad de los alumnos. Desde la educación se halló que capacitar a las niñas antes de la menarquia en cuidados menstruales mejoró la experiencia posterior y evitó que recurrieran a medidas poco higiénicas. También promovió hábitos saludables como el descarte adecuado de las toallas sanitarias, el correcto lavado de las toallas de tela y el baño durante el sangrado. Sobre la infraestructura de los colegios, la UNESCO enumeró las necesidades básicas para brindar un entorno seguro, limpio y saludable que incluyen acceso a productos de higiene, cuartos y letrinas donde cambiarlos, agua segura, jabón y la promoción del lavado de manos. De no contar con esto, se considera que el ambiente es «insalubre, discriminatorio por género e inadecuado».
La noción de que el manejo deficiente de higiene menstrual influye en el ausentismo escolar es ampliamente aceptada en políticas de agua, saneamiento e higiene. En África subsahariana, una de cada diez niñas no asiste a clase mientras menstrúa. En casos más extremos, abandonan por completo su educación. Situaciones como no poder comprar productos, los malestares de la menstruación, cuartos de baño sin separación por sexo incapaces de proveer la privacidad necesaria para cambiar los apósitos, la falta de información sobre la pubertad, como así también el miedo a manchar visiblemente la ropa y ser avergonzadas por ello desalientan la asistencia a clase. En concordancia, se llevan adelante intervenciones en los colegios que incluyen la entrega de insumos a estudiantes, construcción de cuartos de baño adecuados y la enseñanza de normas de higiene. Por otra parte, la revisión de estudios disponibles sobre MHM arrojaron resultados inconclusos sobre la efectividad de las políticas de gestión menstrual como una herramienta eficaz para reducir el ausentismo escolar. Dicha situación se debe a los enfoques heterogéneos de los estudios, las limitaciones de alcance, los sesgos vinculados a los tabúes menstruales y, en general, a una cobertura insuficiente del tema en los registros académicos.
En ciertos contextos, la menarquia y la pubertad pueden exponer a las niñas al matrimonio infantil. Dado que esto último le permite aportar a la economía familiar, se promueve que abandonen los estudios y se aboquen a las tareas domésticas. En otros casos, el temor al acoso sexual por parte de sus pares y educadores, y la posibilidad de embarazo fruto de relaciones sexuales consensuadas o no, motiva que las familias retiren a las niñas de los colegios una vez que alcanzan la pubertad.

### Personas con discapacidad
El manejo de la higiene menstrual en personas con discapacidad y sus necesidades específicas no ha sido abordado en profundidad, en gran medida debido a los tabúes menstruales y prejuicios que rodean a ambos temas. Se estima que esta población en particular experimenta en mayor medida situaciones de vergüenza, aislamiento social y discriminación asociadas al estigma que la discapacidad acarrea en ciertos contextos. Testimonios de cuidadores, particularmente madres que se encargan de la higiene, comunicaron que ven la menstruación como un inconveniente que no aporta beneficios, idea relacionada con la creencia de que las personas con discapacidad no son sexualmente activas, capaces de concebir y ser padres. Esto, a su vez, las expone a la supresión menstrual y la esterilización forzada, lo que resulta en la alteración de los ciclos menstruales o la pérdida total de estos. Otros factores que comprometen la dignidad e higiene adecuada de esta población son el entrenamiento insuficiente de los cuidadores profesionales sobre MHM, su aversión a brindar cuidados menstruales y la falta de información y acompañamiento para las familias.
Las personas que presenten algún tipo de discapacidad física han comunicado el descontento frente a los insumos descartables, difíciles de colocar. Aquellos de uso interno no son prácticos para insertar y remover en ciertos casos, y pueden generar cuadros de molestia y dolor. En aquellas donde sea de índole intelectual, la dificultad radica en que puedan identificar y expresar a sus cuidadores si padecen síndrome premenstrual, dolores o molestias relacionadas con la menstruación. Asimismo, este segmento no siempre sigue o comprende las normas sociales relacionadas con el uso de productos de higiene.

### Personas transgénero y no binarias
El manejo de la menstruación junto con la salud sexual y reproductiva en personas transgénero son temas con poca cobertura académica. Mientras que las percepciones de los varones transgénero hacia la menstruación son diversas, un segmento de esta población puede optar por la supresión menstrual mediante la medicación hormonal. Esto, por un lado, se relaciona con el deseo de evitar el propio estigma cultural arraigado al sangrado. Por otro, la misma persona puede ver en el ciclo menstrual un proceso fisiológico percibido naturalmente «femenino» y que no se alinea con su identidad de género. En lugares con acceso público, el manejo de la menstruación en varones transgénero se complica si no cuentan con baños con papeleras para descartar productos. Existe a su vez una preocupación sobre su propia seguridad si son descubiertos utilizando las instalaciones, y en general evitan entrar por «miedo a una posible confrontación». Asimismo, tienen mayor posibilidad de sufrir pobreza menstrual debido a los niveles más altos de desempleo, subempleo y pobreza de esta población. Otros desafíos para la gestión menstrual son la ausencia de dispensadores gratuitos de insumos de higiene en espacios segregados por sexo, como baños de hombres o refugios para personas en situación de calle. Algunas propuestas de activistas para mitigar estas situaciones son la construcción de baños unisex, habilitar cubículos privados, y la inclusión de la gestión menstrual como un asunto de salud pública.

### Emergencias y crisis humanitarias
En desastres y crisis humanitarias, el manejo de la higiene menstrual es un tema relegado dentro de las intervenciones de agua, saneamiento e higiene, y su gestión deficiente en estos contextos puede generar cuadros de infecciones por hongos y sarpullido. El número de mujeres y niñas refugiadas y desplazadas ascendió a treinta millones en 2016, la cifra más alta de la que se tenga registro desde la Segunda Guerra Mundial. Ante la ausencia de productos sanitarios y ropa interior en los paquetes de ayuda humanitaria, pueden verse obligadas a recurrir a medios poco higiénicos para contener el sangrado como trozos de colchones, telas o musgo.
De no existir instalaciones para la higiene en los asentamientos que reciben a esta población, las mujeres pueden trasladarse antes del amanecer o a altas horas de la noche hacia los sitios comunes para la defecación o las fuentes comunitarias de agua, donde podrán gestionar sus necesidades, bañarse y e higienizar sus paños menstruales con mayor privacidad. Esto constituye un factor de riesgo para su seguridad personal y las expone a situaciones de violencia y abuso. Por otro lado, el estigma que rodea la menstruación y el miedo a que se filtre en sus ropas, manchándolas visiblemente, logra que opten por permanecer recluidas en las tiendas para no interactuar con otras personas, y como consecuencia, no accedan a los servicios de los asentamientos como raciones de alimento e información.
Las agencias de ayuda humanitaria pueden contribuir con la infraestructura del agua en los campamentos, y delimitar zonas con lonas donde se puedan lavar los paños menstruales, como así también habilitar espacios para el lavado a mano dentro de los baños de mujeres. Erigir áreas seguras para que puedan cambiar sus productos contribuye a la privacidad, aspecto fundamental para la dignidad, y evita la exposición pública de estas personas o sus residuos menstruales a la hora de higienizarse. Las creencias culturales interfieren en la manera en que las personas gestionan su menstruación. Los tabúes menstruales y la discreción en torno al tema dificultan el diálogo abierto entre mujeres, niñas y el personal de asistencia. Los programas que toman en cuenta sus necesidades específicas y las preferencias personales para la higiene a la hora de diagramar la respuestas humanitarias tienen un mayor porcentaje de éxito. Otras intervenciones con impacto positivo en el MHM son la promoción del lavado de manos, el correcto desecho de los productos usados y educación en el idioma nativo sobre prácticas saludables para la higiene corporal.